# 거미줄 하이브리드 단백질

## 이름
거미줄 하이브리드 단백질 (GH-SFP)

INCI name: Methionyl sh-Polypeptide-7 Dipeptide-19 sr-Spider Polypeptide-4 Hexapeptide 4

주요 원재료명: 인간 성장호르몬 - 거미줄 단백질 하이브리드

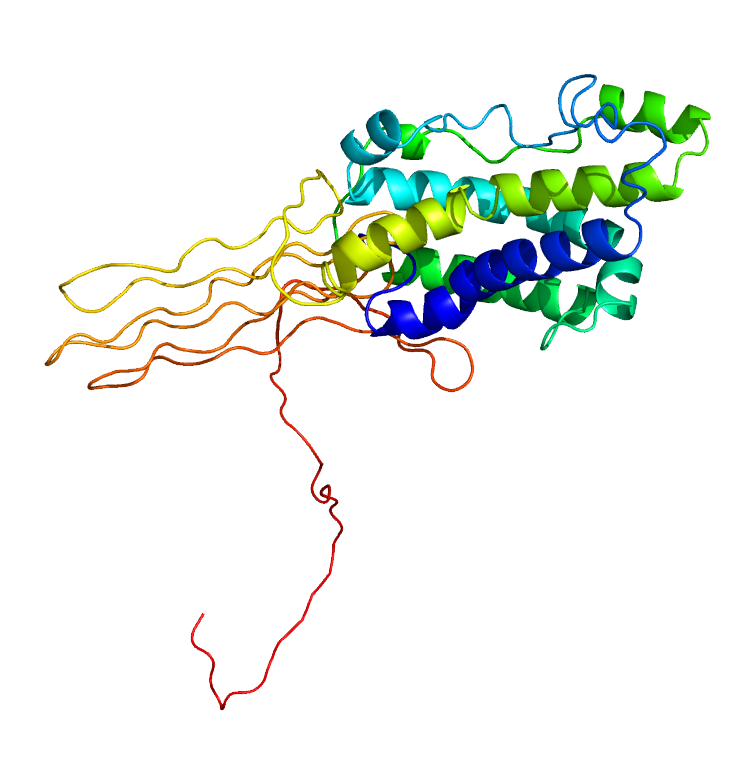
거미줄 하이브리드 단백질 3차 구조

GS 세포증식 이미지

GS 세포재생 이미지

GS 내열성 이미지

## 주기능
주름개선, 피부탄력, 상처치유, 내열성

## 원료 특징
재조합 단백질 

분자량: 33.3kDa

수용액

## 상세 정보
서열번호 3 또는 서열번호 4의 아미노산 서열로 이루어진 열 안정성이 증가된 인간성장호르몬 융합단백질, 대장균 코돈 최적화된

서열번호 5 또는 서열번호 6의 염기서열로 이루어진 인간성장호르몬 융합단백질 코딩 유전자, 상기 유전자를 포함하는 재조합 벡터,

상기 재조합 벡터로 형질전환된 숙주세포,상기 재조합 벡터로 숙주세포를 형질전환시켜 인간성장호르몬 융합단백질을 생산하는 방법 및

열 안정성이 증가된 인간성장호르몬 융합단백질을 유효성분으로 포함하는 피부 주름 개선 및 피부 탄력 유지용 화장료 조성물에 관한 것으로,

본 화장료 조성물은 열 안정성이 있으면서 피부 주름 개선 및 피부 탄력 유지 효과를 증진시킬 수 있는 효과가 있다.